# Флавій Клавдій Антоній
Флавій Клавдій Антоній (*Flavius Claudius Antonius, д/н — після 382) — державний діяч часів Римської імперії.

## Життєпис
Походив з іберо-римської аристократії, був родичем імператора Феодосія I. У 370 році стає magister scrinii (секретаря) імператора Валентиніана I, обіймаючи посаду до 373 року.
Слідом за цим стає квестором священних палацу (головного радника з права імператора) до 375 року. У 376 році призначається на посаду преторіанського префекта Галлії. Під час каденції відповідав за виконання наказу імператора Граціана щодо розділення цивільної, військової та судової влади в префектурі Галлія. Також займався впровадженням шкільної реформи.
У 377 році стає преторіанським префектом Італії. На цій посаді перебував до 378 року. Забезпечував підтримку влади Феодосія I на заході. Підтримав Авсонія, що був ініціатором союзу між римо-галльською та римо-іберською знаттю.
У 382 році стає консулом (разом з Флавієм Афранієм Сіагрієм). Подальша доля невідома.

## Творчість
Відомо, що Феодосій Клавдій Антоній складав трагедії, які не збереглися. Їхній зміст високо оцінював Квінт Аврелій Сіммах.